# Perotis
Perotis es un género de plantas herbáceas de la familia de las poáceas. Es originario de África, India, Ceilán, el este de Asia y Australia. Comprende 39 especies descritas y de estas, solo 13 aceptadas.

## Taxonomía
El género fue descrito por William Aiton y publicado en Hortus Kewensis 1: 85. 1789. La especie tipo es: Perotis latifolia Aiton.

## Especies aceptadas
Lista de  especies del género Perotis aceptadas hasta junio de 2015, ordenadas alfabéticamente. Para cada una se indica el nombre binomial seguido del autor, abreviado según las convenciones y usos.	
1. Perotis acanthoneuron Cope - Somalia
2. Perotis clarksonii Veldkamp - Queensland
3. Perotis flavinodula Mez - Tanzania
4. Perotis hildebrandtii Mez
5. Perotis hordeiformis Nees ex Hook. & Arn.
6. Perotis humbertii A.Camus -  Madagascar
7. Perotis indica (L.) Kuntze - China
8. Perotis leptopus Pilg.
9. Perotis patens Gand.
10. Perotis pilosa Cope - Kenia
11. Perotis rara R.Br. - China
12. Perotis scabra Willd. ex Trin.
13. Perotis somalensis Chiov. - Somalia
14. Perotis vaginata Hack.

anteriormente incluidas
Ver Chaetium Mosdenia Pennisetum Pogonatherum
- Perotis cubana - Chaetium cubanum
- Perotis latifolia Eckl. ex Steud. 1841 not Ait. 1789 - Pennisetum macrourum
- Perotis phleoides - Mosdenia leptostachys
- Perotis polystachya - Pogonatherum paniceum